# We Shall All Be Healed
We Shall All Be Healed — восьмой студийный альбом американской инди-рок группы The Mountain Goats из Клермонта (Калифорния). Он был выпущен 3 февраля 2004 года на лейбле 4AD.

## Отзывы
| Совокупная оценка | Совокупная оценка |
| Источник          | Оценка            |
| ----------------- | ----------------- |
| Metacritic        | 77/100            |
| Оценки критиков   |                   |
| Источник          | Оценка            |
| AllMusic          | [ 2 ]             |
| Alternative Press | 4/5               |
| Blender           | [ 4 ]             |
| Mojo              | [ 5 ]             |
| Pitchfork         | 6.9/10            |
| Q                 | [ 7 ]             |
| Rolling Stone     | [ 8 ]             |
| Spin              | 8/10              |
| Uncut             | [ 10 ]            |
| The Village Voice | A                 |

Альбом получил положительные отзывы от музыкальных критиков, набрав 77/100 баллов на Metacritic. Критик AllMusic Хизер Фарес оценил альбом на 3,5 из 5 и отметил, что «Если это возможно, то „We Shall All Be Healed“ группы Mountain Goats — это еще более масштабная и пышно звучащая работа, чем Tallahassee, дебютный альбом группы на 4AD и дебют их более отполированного стиля производства. We Shall All Be Healed звучит ярко и четко, пылая праведным гневом, который подпитывается сардоническим юмором Дарниэлла. Начиная с „Slow West Vultures“, где звучат быстрые акустические гитары и фрагменты принудительного смеха и бьющегося стекла, альбом в полной мере использует широкоформатное производство; „Linda Blair Was Born Innocent“ — это поиск и печаль, использующая штрихи американы, но не привязанная к этому звучанию. Как бы ни был музыкально и лирически совершенен We Shall All Be Healed, он не так захватывает и насыщен, как лучшие ранние работы Mountain Goats или Tallahassee, но это относительно; на своих собственных условиях альбом все еще глубоко умен и глубоко эмоционален».
Другая критика альбома заключается в том, что альбом не предлагает ничего нового в развитии The Mountain Goats, что многие песни имеют те же ритмические и лирические чувства, что и прошлые альбомы. Критики утверждают, что из-за отсутствия инноваций в работе альбом в целом не оправдывает ожиданий, но все равно приятен. Это приводит к анализу самих песен, где «The Young Thousands» и «Cotton» выделяются как одни из самых сильных композиций. Песня «The Young Thousands» выделяется из-за ее бодрящего и мощного тона на протяжении всей песни, в то время как «Cotton» обсуждается из-за используемого ритма и текста.

## Список композиций
Слова и музыка всех песен — John Darnielle.
| №                   | Название                                                | Длительность |
| ------------------- | ------------------------------------------------------- | ------------ |
| 1.                  | «Slow West Vultures»                                    | 2:41         |
| 2.                  | «Palmcorder Yajna»                                      | 4:08         |
| 3.                  | «Linda Blair Was Born Innocent»                         | 2:46         |
| 4.                  | «Letter from Belgium»                                   | 3:11         |
| 5.                  | «The Young Thousands»                                   | 4:34         |
| 6.                  | «Your Belgian Things»                                   | 3:49         |
| 7.                  | «Mole»                                                  | 4:32         |
| 8.                  | «Home Again Garden Grove»                               | 3:15         |
| 9.                  | «All Up the Seething Coast»                             | 3:45         |
| 10.                 | «Quito»                                                 | 2:03         |
| 11.                 | «Cotton»                                                | 3:25         |
| 12.                 | «Against Pollution»                                     | 3:43         |
| 13.                 | «Pigs That Ran Straightaway into the Water, Triumph Of» | 2:52         |
| Общая длительность: | Общая длительность:                                     | 44:45        |